# Georges Politzer
Georges Politzer, född 3 maj 1903 i Nagyvárad, Österrike-Ungern (nuvarande Oradea, Rumänien), död 23 maj 1942, var en fransk marxistisk filosof, psykolog, lärare och skribent. 
Han var under andra världskriget medlem av franska motståndsrörelsen. Han bidrog till att utveckla den marxistiska psykologin.
År 1942 greps Politzer och överlämnades till den tyska ockupationsmakten; den 23 maj 1942 blev han arkebuserad.